# Foxufell
Foxufell är en kulle i republiken Island. Den ligger i regionen Västlandet, 80 km norr om huvudstaden Reykjavík. Toppen på Foxufell är 419 meter över havet, eller 112 meter över den omgivande terrängen. Bredden vid basen är 0,88 km.
Trakten runt Foxufell är nära nog obefolkad, med mindre än två invånare per kvadratkilometer. Det finns inga samhällen i närheten. Trakten runt Foxufell består i huvudsak av gräsmarker.